# Holger Byrding
Holger Byrding f. Christensen (28. december 1891 i Mariager – 13. juni 1980 i København) var en dansk operasanger (basbaryton).
Debut i 1916 på Det kgl. Teater som fyrst Gremin i Eugen Onegin. Optrådte i et stort antal roller som bl.a. Hans Sachs i Mestersangerne i Nürnberg, Jago i Otello og Marsk Stig i Drot og Marsk. Kongelig kammersanger i 1934. 
Han blev Ridder af Dannebrog 1936, Dannebrogsmand 1949 og modtog Ingenio et arti 1956.
Holger Byrding er begravet på Bispebjerg Kirkegård, men gravstedet er nedlagt. 